# Poncha Springs
Poncha Springs è un centro abitato (town) degli Stati Uniti d'America, situato nella contea di Chaffee dello Stato del Colorado. Nel censimento del 2000 la popolazione era di 466 abitanti.

## Geografia fisica
Secondo i rilevamenti dell'United States Census Bureau, Poncha Springs si estende su una superficie di 2,9 km².